# Erin Wasson
Pour les articles homonymes, voir Wasson.
Erin Wasson est un mannequin et une actrice américaine née le 20 janvier 1982 à Irving, au Texas. D'après le magazine Forbes, elle fait partie des vingt-cinq mannequins les mieux payés au monde en 2014. 

## Biographie
En 1999, elle remporte un concours de mannequinat. Elle commence sa carrière en 2001 : elle défile pour Costume National (en), Cacharel, Loewe et Givenchy et fait sa première couverture de magazine, pour Vogue Paris.
En 2002, elle devient l'égérie de la marque de maquillage Maybelline.
En 2004, elle représente la collection de Karl Lagerfeld pour H&M.
Elle défile au Victoria's Secret Fashion Show 2007 (en).
En 2008, elle lance Low Luv, sa marque de bijoux. Alexander Wang s'en inspire pour sa collection présentée lors de la semaine des défilés de février ; les mannequins portent certaines pièces lors du défilé. Cependant, elle est accusée de copier les modèles d'une autre marque, Bliss Lau. Elle donne la réplique à Justin Timberlake dans un film promotionnel pour sa marque William Rast. Elle pose pour Vero Moda.
La même année, elle signe un contrat avec l'entreprise RVCA (en) afin de créer sa propre marque de vêtements. Elle présente les collections lors de la Fashion Week de New York. La marque s'arrête d'une commune décision lorsque le contrat arrive à sa fin, en 2010.
En 2009, elle fait la publicité de J.Crew. La même année, elle voit une édition limitée de 150 skateboard à son effigie créés, après Lara Stone, Isabeli Fontana, Edita Vilkevičiūtė et Toni Garrn.
En 2010, elle obtient un petit rôle dans le film Somewhere de Sofia Coppola.
En 2011, elle fait une apparence en tant que guest star dans l'émission de Tyra Banks, America's Next Top Model. Elle pose dans le Calendrier Pirelli sous l'objectif de Karl Lagerfeld. Elle est le visage de la marque Replay aux côtés de Jon Kortajarena. Elle crée une collection capsule avec la marque Zadig & Voltaire.
En 2012, elle joue Vadoma dans Abraham Lincoln, chasseur de vampires de Timur Bekmambetov. Elle tient un rôle dans le court métrage The Heimlich Maneuver réalisé par la photographe Jenna Elizabeth pour le magazine Vs. et la marque de joaillerie de luxe de Georg Jensen. Elle apparaît aussi dans le clip vidéo de la chanson Madness du groupe Muse. Elle pose pour les marques Rockport (en) et Esprit.
En 2013, elle est juge dans la version américaine de Styled to Rock (en), l'émission de téléréalité de Rihanna.
En août 2014, elle fait la publicité de Free People (en), FRAME Denim et le parfum La Panthère de Cartier. 
La même année, elle fait partie du classement annuel des mannequins les mieux payés au monde du magazine Forbes. Ses revenus sont estimés à environ 3 millions de dollars entre juin 2013 et juin 2014.

## Filmographie
- 2006 : Beautiful People
- 2010 : Somewhere de Sofia Coppola
- 2012 : Abraham Lincoln, chasseur de vampires de Timur Bekmambetov : Vadoma
- 2012 : The Heimlich Maneuver de Jenna Elizabeth : invitée (court métrage)